# ناشوئا، نیو ساوت ولز
ناشوئا (انگلیسی: Nashua) یک ایستگاه پیشین راه‌آهن و محلی در شمال شرقی ایالت نیو ساوت ولز استرالیا است که مابین شهر لیسمور و خلیج بایرون واقع شده‌است.

## نامگذاری و کشاورزی
نام اصلی این محل اسپرینگ‌ویل بود. با این حال، جیمز و جان توهی املاک خود را ناشوئا نامیدند که در اصل نام قبیله‌ای از سرخپوستان آمریکایی نیو انگلند بود و به معنای «زمین میان دو رود» یا «رودخانه‌ای با بستر سنگریزه» است. مشخص نیست که چرا این برادران ایرلندی املاک خود را به این نام نامگذاری کردند. برادران توهی قصد داشتند در ناشوئا نیشکر بکارند، اما یخبندان محصولات آنها را از بین برد. امروزه امروزه این منطقهٔ برون‌شهری ناهموار محل نگهداری گاوهای شیری. پروش گردوی آمریکایی و سایر محصولات کشاورزی است. دولت نیو ساوت ولز از نام ملک این برادران برای نامگذاری ایستگاه راه‌آهن استفاده کرد و این نام تا به امروز باقی مانده‌است.

## ساخت وساز
تالار نشوا در سال ۱۹۰۹ به هزینه تقریبی ۱۴۹ پوند ساخته شد، اما در سال ۱۹۴۲ در اثر طوفان تخریب شد و دیگر بازسازی نشد. «گل جنگل»، هتل قرن نوزدهمی، مدرسه و فروشگاه عمومی نیز از بین رفتند. میخانه محلی در روزهای ساخت خط راه‌آهن محبوب بود. خط راه‌آهن بالینا-بویانگ در سال ۱۹۳۰ افتتاح شد، اما در سال ۱۹۴۸ در اثر سیل آسیب دید و در سال ۱۹۵۳ رسماً بسته شد.

## موقعیت
ناشوئا قبل از نابودی «بیگ اسکراب» در اواخر قرن نوزدهم، یک جنگل بارانی تحت‌حاره‌ای نیمه گرمسیری، و بخشی از محل زندگی بومیان بانجالونگ بود. بقایای آن جنگل، امروزه در نزدیکی ذخیره‌گاه طبیعی حفاظت‌شده بویانگ فلورا قرار دارد. خاک قرمز-قهوه‌ای این منطقه ناشی از جریان‌های بازالتی سرازیرشده از کوه وارنینگ و همچنین جریان‌های آتشفشانی از رشته‌کوه‌های نایت‌کپ است. میانگین بارندگی سالانه در لیسمور ۱۳۴۰ میلی‌متر و ۱۷۳۳ میلی‌متر در خلیج بایرون است.